# Classe Steregouchtchi
La classe Steregouchtchi est une classe de corvettes de la Flotte maritime militaire de Russie. La dénomination russe est « Projekt 20380 ». Le navire de tête de cette classe d'une vingtaine de bâtiments, le Steregouchtchi est entré en service le 14 novembre 2007.

## Conception
Dessinés par le bureau d'études TsMKB Almaz de Saint-Pétersbourg, les navires de la classe Steregouchtchi, d’un déplacement de 1 800 tonnes à charge normale (2 400 tonnes à pleine charge), doivent répondre à trois missions de base : la lutte anti-sous-marine et anti-surface en zones littorales, un appui-feu durant les opérations des forces amphibies et enfin un blocus. Pour ce faire, les ingénieurs ont travaillé à doter cette classe de navires d’un armement polyvalent et équilibré tout en faisant appel à une forte automatisation pour réduire la taille de l’équipage (environ 90 marins) au minimum nécessaire. La technologie furtive fut largement utilisée lors de la construction des navires, ainsi que 21 brevets et 14 nouveaux programmes informatiques. En conséquence, les concepteurs ont considérablement réduit la signature radar du navire grâce à l'architecture de la coque et au matériau absorbant les ondes émises par les radars, notamment grâce au polyester renforcé de fibres de verre.
Sa superstructure est construite en matériaux composites. Sa coque en acier, d’une longueur hors tout de 104,5 m et d’un maître-bau maximal de 13 m, est divisée en neuf compartiments étanches, les corvettes ayant bénéficié d’un important travail de recherche sur leur hydrodynamique permettant d’améliorer leurs performances en matière de vitesse et d’autonomie ainsi que de tenue à la mer. La propulsion est composée de deux arbres d'hélice DDA‑12000 (combiné diesel-diesel / CODAD) comprenant chacun deux moteurs diesel 16D49 (quatre au total), produits par Kolomna. Chaque ensemble est couplé à un réducteur, le tout entraînant deux lignes d’arbre sur lesquelles est installée une hélice à pas fixe comprenant cinq pales. L'ensemble, d'une puissance de 23 320 ch, permet d’atteindre une vitesse maximale de 27 nœuds (50 km/h) pour une autonomie maximale de 4 000 milles marins (7 400 km) à 14 nœuds (26 km/h) (soit 15 jours en mer). De plus, quatre générateurs ADG‑630K de 630 kW chacun assurent la production électrique à bord des bâtiments.
Concernant l'électronique, la classe dispose des radars suivants : le Furke‑2 (radar 3D pour la détection des cibles de surface et aériennes), le 5P‑20K Monument‑A (radar de ciblage), le 5P‑10 Puma‑02 (pour l’artillerie), le MR‑231‑2 et le Pal‑N (pour la navigation) et un système électro-optique MTK‑201. Les navires de la classe disposent également d’un sonar hydroacoustique Zarya‑2 installé dans le bulbe d’étrave, couplé aux sonars Minovatr‑M (puis Vinyetka‑M) et Anapa‑M. La protection des bâtiments est assurée par le système TK‑25 associé aux lance-leurres thermiques PK‑10. L'ensemble des capteurs est géré par le système Sigma‑20380, ce dernier étant remplacé par le Sigma‑20385‑1, qui est identique à celui des corvettes de la classe Gremiachtchi (en).
La lutte antinavire de surface comprend deux lanceurs quadruples KT‑184 (Projet 20382), mettant en œuvre seize missiles antinavires subsoniques SS-N-25 « Switchblade » (Kh-35E Uran) pouvant atteindre des navires de surface jusqu'à 260 km, ou huit missiles antinavires supersoniques SS-N-26 (P-800 Oniks). Pour la lutte anti-sous-marine et anti-torpilles, les navires sont équipés de deux lanceurs à 4 tubes de calibre 330 mm du système Paket-NK,, tandis que la protection rapprochée est couverte par deux systèmes AK‑630M disposant d’un canon hexatube de calibre 30 mm ainsi que par des affûts pour deux mitrailleuses lourdes KPV de 14,5 mm. Le canon A-190E de calibre 100 mm, utilisé pour la première fois dans les frégates de la classe Talwar, est contrôlé par un système 5P-10E qui peut suivre quatre cibles simultanément. Il est approvisionné à raison de 332 obus et est implanté sur le gaillard d'avant. La lutte antiaérienne est assurée par le système SAM Kashtan (uniquement sur le Steregouchtchi) et huit affûts pour le SA-N-10 'Grouse' (9K38 Igla), remplacé sur les navires suivants par le système SAM 3K96 Redut composé de douze cellules verticales 3S97 situées sur le gaillard d'avant et mettant en œuvre les missiles 9M96 (12 missiles) du système S-400 ou 9M100 (48 missiles). SS-N-27 (missiles de type Kalibr) sera équipé d'une version plus grande, le projet 20385.
Enfin, un hangar et un pont d'envol pour hélicoptère Ka‑27 (et ses variantes) sont installés à la poupe du bâtiment.

## Navires de la classe
- Steregouchtchi (530)[11]
- Soobrazitelny (531)[12]
- Boïky (532)[13]
- Soverchenni (533)[14]
- Stoïki (534)[14]
- Gromki (535)

## Opérateur
- Algérie : 3 Steregouchtchi